# Columbus Riverdragons 2004-2005
La stagione 2004-05 dei Columbus Riverdragons fu la 4ª nella NBA D-League per la franchigia.
I Columbus Riverdragons arrivarono primi nella NBA D-League con un record di 30-18. Nei play-off vinsero la semifinale con i Roanoke Dazzle (1-0), perdendo poi la finale con gli Asheville Altitude (1-0).

## Roster
| N° | Naz.                               | Ruolo | Sportivo          | Anno | Alt. | Peso |
| -- | ---------------------------------- | ----- | ----------------- | ---- | ---- | ---- |
|    | Stati Uniti (bandiera)             | C     | Jason Lawson      | 1974 | 211  | 109  |
| 0  | Stati Uniti (bandiera)             | A     | LeRoy Hurd        | 1980 | 201  | 98   |
| 4  | Stati Uniti (bandiera)             | A     | Ricky Minard      | 1982 | 193  | 91   |
| 5  | Stati Uniti (bandiera)             | A     | Scott Merritt     | 1982 | 208  | 111  |
| 10 | Stati Uniti (bandiera)             | G     | Ramel Curry       | 1980 | 191  | 86   |
| 12 | Stati Uniti (bandiera)             | G     | Kevin Braswell    | 1979 | 188  | 86   |
| 14 | Nigeria (bandiera)                 | AC    | Obinna Ekezie     | 1975 | 206  | 122  |
| 15 | Stati Uniti (bandiera)             | G     | Ben Adams         | 1979 | 185  | 85   |
| 15 | Stati Uniti (bandiera)             | A     | Seth Doliboa      | 1980 | 203  | 102  |
| 21 | Stati Uniti (bandiera)             | G     | Adam Harrington   | 1980 | 196  | 100  |
| 22 | Stati Uniti (bandiera)             | G     | Derrick Zimmerman | 1981 | 191  | 88   |
| 24 | Stati Uniti (bandiera)             | G     | Jeff Myers        | 1974 | 188  | 89   |
| 32 | Stati Uniti (bandiera)             | C     | Randall Orr       | 1982 | 211  | 95   |
| 33 | Stati Uniti (bandiera)             | G     | Reed Rawlings     | 1978 | 201  | 98   |
| 42 | Stati Uniti (bandiera)             | C     | Mike Benton       | 1980 | 206  | 122  |
| 49 | Stati Uniti (bandiera)             | C     | Neil Yanke        | 1979 | 211  | 122  |
| 52 | Isole Vergini Americane (bandiera) | C     | Kitwana Rhymer    | 1978 | 208  | 116  |

## Staff tecnico
- Allenatore: Jeff Malone
- Vice-allenatore: Dean Murray
- Preparatore atletico: Matt Verret